# Биюк-Кабач (Красногвардейский район)
Бию́к-Каба́ч (укр. Біюк-Кабач, крымскотат. Büyük Qabaç, Буюк Къабач) — исчезнувшее село в Красногвардейском районе Республики Крым, располагавшееся на юго-западе района, в степной части Крыма, примерно в 3,5 км к западу от современного села Дубровское.

## История
Издавна существовало два расположенных рядом деревни: Биюк-Кабач и Кучук-Кабач, видимо, Биюк-Кабач был покинут жителями, эмигрировавшими в Турцию сразу по присоединению Крымского ханства к России, поскольку в документах первых ревизий не фигурирует, хотя на картах отображался.
Уже в Камеральном Описании Крыма… 1784 года записан один Кабач, судя по которому в последний период ханства деревня входила в Ташлынский кадылык Акмечетского каймаканства.
На военно-топографической карте генерал-майора Мухина 1817 года деревня Биюк кабаш обозначена пустующей, на карте 1836 года в деревне 10 дворов, а на карте 1842 года обозначена условным знаком «малая деревня», то есть, менее 5 дворов.
В 1860-х годах, земской реформы Александра II, деревню приписали к Григорьевской волости того же уезда. В «Списке населённых мест Таврической губернии по сведениям 1864 года», составленном по результатам VIII ревизии 1864 года, Биюк-Кабач — владельческая татарская деревня, с 9 дворами, 56 жителями и мечетью при безъименной балке. На трёхверстовой карте 1865—1876 года в деревне 15 дворов. В «Памятной книге Таврической губернии 1889 года» по результатам Х ревизии 1887 года записан один Кабач (неизветно который), с 12 дворами и 65 жителями.
После земской реформы 1890 года Биюк-Кабач отнесли к Бютеньской волости.
Согласно «…Памятной книжке Таврической губернии на 1892 год», в деревне Биюк-Кабач, не входившей ни в одно сельское общество, было 112 жителей в 21 домохозяйстве. По «…Памятной книжке Таврической губернии на 1900 год» в деревне Кабач числилось 135 жителей в 29 дворах. По Статистическому справочнику Таврической губернии. Ч.II-я. Статистический очерк, выпуск пятый Перекопский уезд, 1915 год, в деревне Старый Кабач Бютеньской волости Перекопского уезда числилось 12 дворов (2 двора с землёй, 10 — безземельные) с татарским населением в количестве 17 человек приписных жителей и 25 — «посторонних», из которых 22 мужчины и 20 женщин. Жители владели 610 десятинами удобной земли. В хозяйствах имелось 31 лошадь, 24 вола, 9 коров и 100 голов мелкого скота.
После установления в Крыму Советской власти и учреждения 18 октября 1921 года Крымской АССР, в составе Симферопольского уезда был образован Биюк-Онларский район, в состав которого включили село. В 1922 году уезды получили название округов. 11 октября 1923 года, согласно постановлению ВЦИК, в административное деление Крымской АССР были внесены изменения, в результате которых был ликвидирован Биюк-Онларский район и село включили в состав Симферопольского. Согласно Списку населённых пунктов Крымской АССР по Всесоюзной переписи 17 декабря 1926 года, в селе Биюк-Кабач (Старый Кабач), Старо-Итакского сельсовета Симферопольского района, числилось 16 дворов, все крестьянские, население составляло 74 человека, все татары. Постановлением КрымЦИКа «О реорганизации сети районов Крымской АССР» от 15 сентября 1930 года был вновь создан Биюк-Онларский район, теперь как немецкий национальный (указом Президиума Верховного Совета РСФСР № 621/6 от 14 декабря 1944 года переименованный в Октябрьский), Старо-Итакский сельсовет передали в его состав, очевидно, туда же переподчинили Биюк-Кабач. По данным всесоюзная перепись населения 1939 года в селе проживало 75 человек. В последний раз Биюк-Кабач встречается на двухкилометровке РККА 1942 года.

### Динамика численности населения
| - 1864 год — 56 чел. - 1889 год — 65 чел. - 1892 год — 112 чел. - 1900 год — 135 чел. | - 1915 год — 17/25 чел. - 1926 год — 74 чел. - 1939 год — 75 чел. |